# Monique Stander
Monique Stander (ur. 10 marca 1995) – południowoafrykańska lekkoatletka, biegaczka średniodystansowa.
Brązowa medalistka mistrzostw kraju w biegu na 1500 metrów (2012).

## Rekordy życiowe
- Bieg na 800 metrów – 2:02,57 (2012)
- Bieg na 1500 metrów – 4:16,45 (2012)